# Diospyros guianensis
Espèce
Classification APG III (2009)
Statut de conservation UICN

 LC  : Préoccupation mineure
Synonymes
Selon Tropicos (16 mars 2022) :
- Diospyros paralea Steud.
- Paralea guianensis Aubl. - Basionyme

Selon GBIF (16 mars 2022) :
- Diospyros ferruginea Splitg. ex DeVriese
- Diospyros longifolia Stizenb.
- Diospyros longifolia Stizenb. ex Heer
- Diospyros paralea Steud.
- Paralea guianensis Aubl. - Basionyme

Diospyros guianensis est une espèce de plantes à fleurs de la famille des Ebenaceae. C'est un arbre d'origine sud-américaine.
En Guyane il est connu sous les noms de Baaka tiki (Nenge tongo), Mɨkulapi'a u (Wayãpi), Miret (Palikur), Mekolonohunu (Wayana), Tarara, Parala (Kali'na).
Au Venezuela, la sous-espèce D. guianensis subsp. guianensis est appelée Aracho, Baravara, Carbón, Iboru, Jiboru.

## Description
Diospyros guianensis est un arbre de taille moyenne ou grande, haut de 6-25 m.
Les jeunes rameaux sont tomenteux-ferrugineux.
Le bois est dur, de couleur blanche, jaunâtre, à grain assez fin, mi-lourd à lourd (densité : 0,70 à 1).
Les feuilles sont simples, alternes, coriaces, pétiolées.
Le limbe mesure 13–20 × 4–10 cm, et est de forme elliptique à elliptique-oblongue, avec l'apex aigu à courtement acuminé, et à base obtuse.
La face inférieure est de teinte semblable à la face supérieure, et porte des trichomes caducs, lâches, épars, roux-brun à hispiduleux avec une nervation moins visible.
Les fleurs sont subsessiles.
Les fleurs mâles sont groupées.
Les fleurs femelles subsolitaires.
Le calice est tomenteux avec 4 lobes.
La corolle forme un tube cylindrique avec 4 lobes ovales-aigus.
On compte environ 13-18 étamines, à filets très courts.
L'ovaire contient 8 loges.
Le fruit est glabre, globuleux, de 24-28 mm de diamètre, lisse, luisant, et contenant 3-4 graines,.

### Taxon infra-spécifiques
On distingue 3 sous-espèces dans Diospyros guianensis :
- Diospyros guianensis subsp. akaraiensis (A.C.Sm.) F.White[9]
- Diospyros guianensis subsp. coriacea F. White (nom correct = Diospyros tepu B. Walln.[10])
- Diospyros guianensis subsp. guianensis (Aubl.) Gürke, 1891 est un arbre atteignant 25 m de haut. Les feuilles sont coriaces ou chartacées, mesurant 9–15 × 4–7 cm, vert terne sur la face inférieure. Le calice est de couleur verte, à base brun ferrugineux. La corolle est de couleur jaunâtre. Les fruits sont parfois couverts d'une pruine glauque, et contiennent environ 7 graines[6].

## Répartition
Diospyros guianensis est présent au Venezuela, au Guyana, au Suriname, en Guyane, et au Brésil.
La sous-espèce Diospyros guianensis subsp. guianensis (Aubl.) Gürke, 1891 est présente du Venezuela (Delta Amacuro, Amazonas, Aragua) au Brésil en passant par le Guyana, le Suriname, et la Guyane.

## Écologie
Diospyros guianensis est un arbre commun dans l'ouest et le nord de la Guyane, que l'on rencontre au bord des cours d'eau, notamment dans les sauts, et qui est abondant dans les zones élevées des forêts marécageuses.
La sous-espèce Diospyros guianensis subsp. guianensis (Aubl.) Gürke, 1891 pousse au Venezuela dans les savanes humides, les forêts sempervirentes de basse altitude, forêts ripicoles inondées de façon saisonnière, autour de 0–300 m d'altitude.
Les fruits de Diospyros guianensis sont consommés par le poisson Myleus rhomboidalis (Characidae).

## Utilisations
Le jus de feuilles de Diospyros guianensis pilées avec du pétrole est employé pour soigner l'eczéma, chez les habitants du Maroni (Wayana, Aluku et quelques orpailleurs Créoles). Cette utilisation est possiblement liée aux naphtoquinones qui présentent des propriétés provitaminique K.
L'extrait de Diospyros guianensis contient du Méthyl-7-juglone, du Lupéol, du Bétulinol et de l'Acide bétulinique, présente une activité antifongique significative sur Candida albicans, et ses effets sur Streptococcus mutans ont été testés.
Au Venezuela, la décoction d'écorce de Diospyros guianensis subsp. guianensis soigne la fièvre. Le fruit apaise les piqûres et les démangeaisons, et sert pour la pêche à la nivrée.

## Protologue

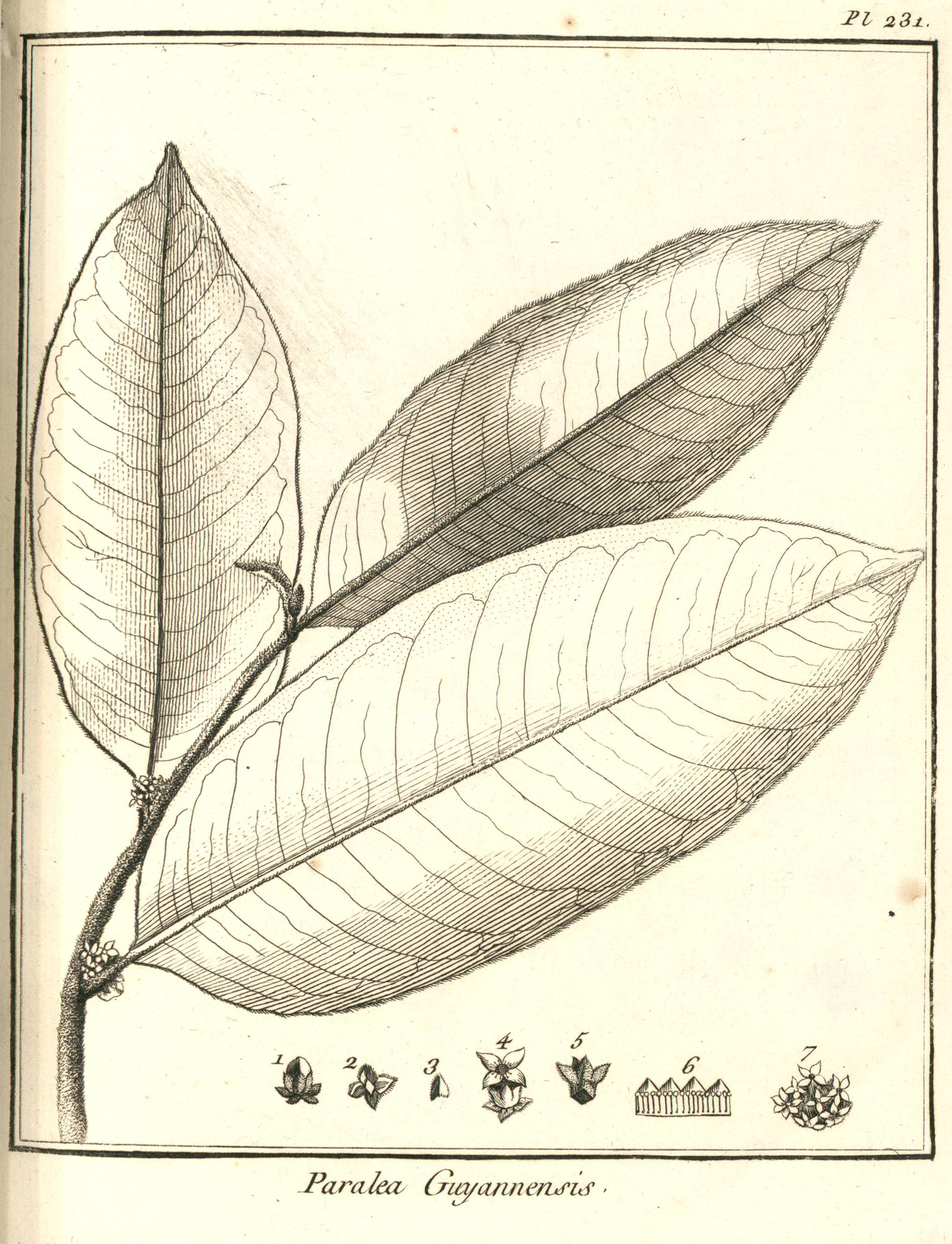
Diospyros guianensis : Planche 231. accompagnant la description du genre Diospyros par Aublet (1775)
1. Bouton de fleur. Écailles qui ſont à la baſe du calice. - 2. Calice épanoui. - 3. Corps priſmatique qui occupe le fond du calice. - 4. Fleur. - 5. Corolle. - 6. Corolle ouverte, étamines. - 7. Grouppe de fleurs.

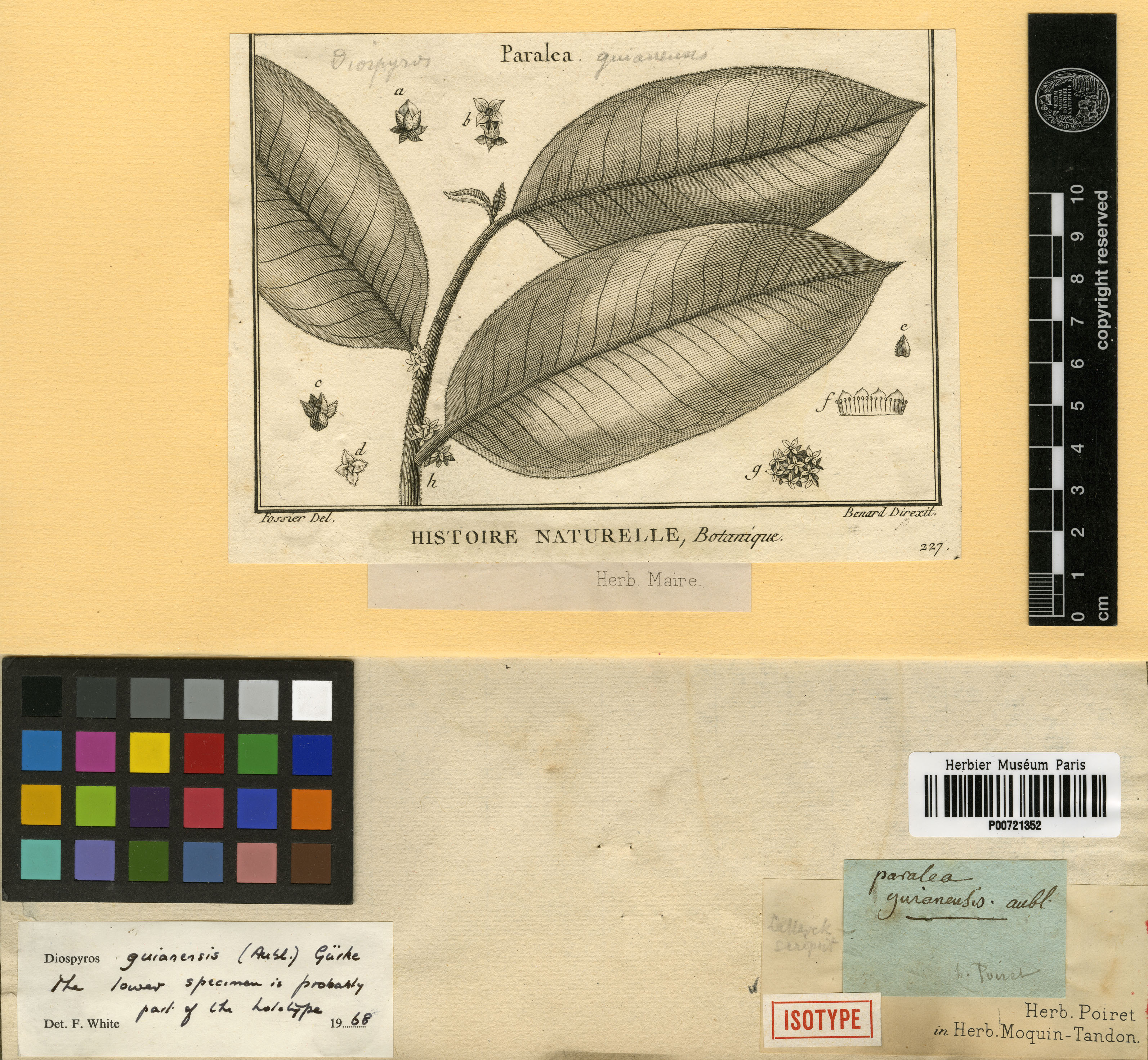
planche type de Diospyros guianensis

En 1775, le botaniste Aublet propose le protologue suivant :
« PARALEA Guianenſis. (Tabula 231.)

Arbor altiſſima, ad cacumen trunci ramoſa, ramis numeroſus, hínc & hidè ſparſis ; ramusculis pubeſcentibus. Folia alterna, brevi petiolata, integerrima, glabra, ad oras tomentoſa, ovato-oblonga, acuta. Flores plurimi, taſciculati, axillares, diſtincti ; squamis villoſus, rufeſcentibus. Calix piloſus, rufeſcens. Corolla fulva, carnoſa, gratum ſpirans odorem.
Florebat Octobri.
Habitat in ſylvis deſertis & remotis Sinemarienſibus.
Nomen Caribæum 'PARALA'.
LE PARALA de la Guiane. (Planche 231.)
C’eſt un arbre de haute futaie. Son bois eſt blanc & dur. Ses feuilles ſont alternes, entières, ovales, liſſes, fermés, d'un vert foncé, bordées quand elles ſont jeunes d'un poil blanc qui tombe, elles ont ſix pouce de longueur et environ trois pouces de largeur. Leur pédicule eſt fort court, & creuſé en gouttiere.
Les fleurs naiſſent par paquets entre des petites écailles velues & rouſſâtres.
Le calice eſt monophylle, velu, rouſſâtre, à quatre dents aiguës.
La corolle eſt un tube court, renflé, à quatre angles, qui ſe partage en ſon limbe en quatre petits lobes roux, charnus, d'une odeur agréable.
Les étamines ſont au nombre de dix-huit, attachées au bas du tube. Les filets & leurs anthères ne le débordent pas. On ne trouve au fond de la corolle qu'un petit corps priſmatique, couvert de poils roux.
Je n'ai pas vu le fruit.
Cet arbre croît dans les forêts de Sinémari, à vingt-cinq lieues du bord de la mer.
Il étoit en fleur dans le mois d'Octobre.

Les Galibis le nomment PARALA, & ils ſe lavent avec la décoction de l'écorce de cet arbre, lorſqu'ils ſont attaqués des fièvres. »
— Fusée-Aublet, 1775.